# 5557 Тімікеппуко
5557 Тімікеппуко (5557 Chimikeppuko) — астероїд головного поясу, відкритий 7 лютого 1989 року.
Тіссеранів параметр щодо Юпітера — 3,420.